# Chetogena arnaudi
Chetogena arnaudi là một loài ruồi trong họ Tachinidae.